# Санкхья-йога
Санкхья-йога — школа индийской философии, объединяющая философские школы брахманизма санкхья и йога. По представлениям санкхья-йоги «Я» (пуруша) есть «чужой», оно не имеет ничего общего с этим миром (пракрити).
Как пишет Ишваракришна (Samkhya-Karika, 19), «Я» (Разум) изолировано, безразлично, просто «бездейственный наблюдатель» драмы жизни и истории. И более того: если правда то, что цикл трансмиграции (ссылка на трансмиграционную программу не может относиться к трансмиграции души) удлиняется незнанием и «грехом», то причина «погружения» «Я» в жизнь и происхождение отношений (впрочем, иллюзорных) между Я (пуруша) и Материей (пракрити) суть проблемы, не предполагающие разрешения или, точнее сказать, разрешения в условиях данного человеческого удела.
В любом случае, так же, как считают гностики, в круговорот существований ввергает «Я» непервородный (т. е. человеческий) грех.
Санкхья-йога - Это анализ составляющих материального мира, в т.ч. человека, с позиции законов логики. Описывает структуру составляющих живого существа (чувства, ум, разум, ложное эго, душу).